# Michael Cooper
Michael «Mike» Jerome Cooper, Sr. (Los Ángeles, California, 15 de abril de 1956) es un exjugador y actual entrenador de baloncesto estadounidense que formó parte del gran equipo de los Lakers de los 80. Fue un perfecto sexto hombre en su equipo, y uno de los mejores defensores de la NBA. Con 1,96 metros de altura, jugaba en la posición de alero.
En abril de 2024, se anunció su inclusión en el Naismith Memorial Basketball Hall of Fame. Su dorsal #21 fue retirado por los Lakers el 13 de enero de 2025.

## Trayectoria deportiva

### Universidad
Disputó dos temporadas con los Lobos de la Universidad de Nuevo México, en las cuales fue elegido en el mejor quinteto de su conferencia. En su último año ganaron el título de la misma, con unos promedios de Michael Cooper de 16,3 puntos, 5,7 rebotes y 4,2 asistencias por partido.

### Profesional
Fue elegido por el equipo de su ciudad, por Los Angeles Lakers en la decimosexta elección de la tercera ronda (sexagésima en total) del Draft de la NBA de 1978. Se adaptó enseguida a su rol de sexto hombre, dejando el protagonismo en manos de grandes mitos como Kareem Abdul Jabbar o Magic Johnson. Con ambos ganó cinco anillos de campeón de la NBA. Fue un excelente defensor, y un elegante jugador en ataque, gracias a su elasticidad y su forma de rematar las jugadas en el aro. Jugaba tanto en la posición de escolta como en la de alero bajo, siendo un discreto anotador, aunque no era esa su función. De él llegó a decir Larry Bird que era el mejor defensor con el que se había encontrado.
En sus 12 temporadas como profesional, obtuvo unas estadísticas de 8,9 puntos, 4,2 asistencias, 3,2 rebotes, 1,2 robos de balón y 0,6 tapones por partido. Acabó su carrera en Europa, concretamente en Italia, en las filas del Messaggero di Roma.

### Entrenador

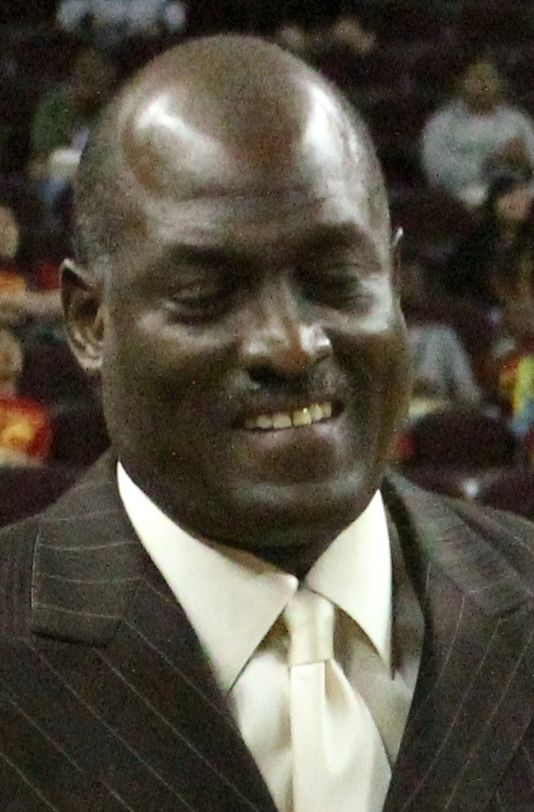
Cooper como entrenador de USC Trojans en 2011.

Comenzó su trayectoria en los banquillos como asistente del equipo de la WNBA femenina de Los Angeles Sparks en 1998, y al año siguiente se convirtió en el entrenador principal, y fue nombrado Entrenador del año. en las dos temporadas siguientes, consiguió sendos títulos de liga. 
En 2004 fichó como entrenador asistente de los Denver Nuggets, y tras despedir al entrenador principal, se hizo cargo como interino del equipo durante 14 partidos, hasta que ficharon a George Karl para sustituirlo. 
En la temporada 2005-06 ficha por los Fort Albuquerque Thunderbirds equipo con el que consigue el título en su primera temporada, lo deja en abril de 2007 para volver a los Sparks.
Tras otras dos temporadas en Los Ángeles, en mayo de 2009, firmó como entrenador del equipo femenino de la University of Southern California.
Renunció en 2013, tras una racha de 11–20 terminando séptimo en la Pac-12 Conference. Tuvo un récord de 72–57 con USC.
En noviembre de 2013, fue nombrado entrenador principal de los Atlanta Dream de la WNBA.
En 2018, firma por los 3's Company de la liga de veteranos de la BIG3.
En 2019, entrena al equipo del instituto Chadwick School en Palos Verdes del Condado de Los Ángeles.
El 8 de septiembre de 2021 se convierte en el entrenador del instituto Culver City High School.
En 2023 se une al cuerpo técnico, como asistente, del equipo universitario masculino de la Universidad Estatal de California, en Los Ángeles.

## Estadísticas de su carrera en la NBA
|  | Denota temporada en la que fue Campeón de la NBA |

### Temporada regular
| Año     | Equipo      | PJ  | PT | MPP  | %TC  | %3P  | %TL  | RPP | APP | ROB | TPP | PPP  |
| ------- | ----------- | --- | -- | ---- | ---- | ---- | ---- | --- | --- | --- | --- | ---- |
| 1978-79 | L.A. Lakers | 3   |    | 2.3  | .500 |      |      | .0  | .0  | .3  | .0  | 2.0  |
| 1979-80 | L.A. Lakers | 82  |    | 24.1 | .524 | .250 | .776 | 2.8 | 2.7 | 1.0 | .5  | 8.8  |
| 1980-81 | L.A. Lakers | 81  |    | 32.4 | .491 | .211 | .785 | 4.1 | 4.1 | 1.6 | 1.0 | 9.4  |
| 1981-82 | L.A. Lakers | 76  | 14 | 28.9 | .517 | .118 | .813 | 3.5 | 3.0 | 1.6 | .8  | 11.9 |
| 1982-83 | L.A. Lakers | 82  | 3  | 26.2 | .535 | .238 | .785 | 3.3 | 3.8 | 1.4 | .6  | 7.8  |
| 1983-84 | L.A. Lakers | 82  | 9  | 29.1 | .497 | .314 | .838 | 3.2 | 5.9 | 1.4 | .8  | 9.0  |
| 1984-85 | L.A. Lakers | 82  | 20 | 26.7 | .465 | .285 | .865 | 3.1 | 5.2 | 1.1 | .6  | 8.6  |
| 1985-86 | L.A. Lakers | 82  | 15 | 27.7 | .452 | .387 | .865 | 3.0 | 5.7 | 1.1 | .5  | 9.2  |
| 1986-87 | L.A. Lakers | 82  | 2  | 27.5 | .438 | .385 | .851 | 3.1 | 4.5 | 1.0 | .5  | 10.5 |
| 1987-88 | L.A. Lakers | 61  | 8  | 29.4 | .392 | .320 | .858 | 3.7 | 4.7 | 1.1 | .4  | 8.7  |
| 1988-89 | L.A. Lakers | 80  | 13 | 24.3 | .431 | .381 | .871 | 2.4 | 3.9 | .9  | .4  | 7.3  |
| 1989-90 | L.A. Lakers | 80  | 10 | 23.1 | .387 | .318 | .883 | 2.8 | 2.7 | .8  | .5  | 6.4  |
| Total   | Total       | 873 | 94 | 27.1 | .469 | .340 | .833 | 3.2 | 4.2 | 1.2 | .6  | 8.9  |

### Playoffs
| Año   | Equipo      | PJ  | PT | MPP  | %TC  | %3P  | %TL  | RPP | APP | ROB | TPP | PPP  |
| ----- | ----------- | --- | -- | ---- | ---- | ---- | ---- | --- | --- | --- | --- | ---- |
| 1980  | L.A. Lakers | 16  |    | 29.0 | .407 | .000 | .861 | 3.7 | 3.6 | 1.5 | .7  | 9.1  |
| 1981  | L.A. Lakers | 3   |    | 34.0 | .550 | .000 | .714 | 3.3 | 2.3 | 2.0 | .0  | 10.7 |
| 1982  | L.A. Lakers | 14  |    | 27.4 | .565 | .500 | .735 | 4.4 | 4.4 | 1.7 | .8  | 11.9 |
| 1983  | L.A. Lakers | 15  |    | 30.2 | .465 | .143 | .829 | 3.9 | 2.9 | 1.7 | .4  | 9.4  |
| 1984  | L.A. Lakers | 21  |    | 34.4 | .461 | .333 | .806 | 3.9 | 5.7 | 1.1 | 1.0 | 11.3 |
| 1985  | L.A. Lakers | 19  |    | 26.4 | .563 | .308 | .923 | 4.0 | 4.9 | 1.1 | .5  | 10.4 |
| 1986  | L.A. Lakers | 14  |    | 30.1 | .470 | .463 | .818 | 3.3 | 4.9 | 1.3 | .3  | 9.7  |
| 1987  | L.A. Lakers | 18  |    | 29.0 | .484 | .486 | .852 | 3.3 | 5.0 | 1.4 | .8  | 13.0 |
| 1988  | L.A. Lakers | 24  |    | 24.5 | .412 | .403 | .741 | 2.4 | 2.8 | .8  | .4  | 6.4  |
| 1989  | L.A. Lakers | 15  |    | 27.6 | .416 | .382 | .833 | 2.7 | 4.7 | .6  | .5  | 7.7  |
| 1990  | L.A. Lakers | 9   |    | 19.2 | .286 | .250 |      | 2.7 | 2.8 | .8  | .4  | 2.6  |
| Total | Total       | 168 | 4  | 28.2 | .468 | .392 | .825 | 3.4 | 4.2 | 1.2 | .6  | 9.4  |

## Logros y reconocimientos
Universidad
- First-team All-American – USBWA (1978)
- 2 veces First-team All-WAC (1977, 1978)

NBA
- 5 veces Campeón de la NBA (1980, 1982, 1985, 1987 y 1988).
- Elegido mejor defensor del año en 1987.
- 5 veces Mejor quinteto defensivo (1982, 1984, 1985, 1987, 1988)
- 3 veces Segundo mejor quinteto defensivo (1981, 1983, 1986)
- J. Walter Kennedy Citizenship Award (1986)

Italia
- Italian All-Star Game MVP (1991)

Entrenador
- 2 veces Campeón WNBA (2001, 2002)
- Entrenador del Año de la WNBA (2000)
- Campeón NBA D–League (2006)